# Hans Edvard Nørregård-Nielsen
Hans Edvard Nørregård-Nielsen (født 2. januar 1945 i Sønder Nissum, død 2. april 2023) var en dansk mag.art., kunsthistoriker og fra 1988 til 2013 direktør for Ny Carlsbergfondet og adjungeret professor i kunsthistorie ved Aarhus Universitet.
Han skrev flere erindringsbøger eller "tidsbilleder", som han kaldte dem: Mands Minde (1999), Riber Ret (2001), Noget nær (2006) og senest Som sagt (2008).
I 2002 fik han boghandlernes forfatterpris De Gyldne Laurbær for Riber Ret, der handler om hans tid som elev på Ribe Katedralskole i 1960'erne.

## Priser og udmærkelser
- 1986 – Søren Gyldendal-prisen
- 1990 – Rosenkjærprisen
- 1993 – N.L. Høyen Medaljen
- 1999 – Weekendavisens litteraturpris (for Mands minde).
- 2002 – De Gyldne Laurbær (for Riber Ret).
- 2006 – Rungstedlund-prisen
- 2009 – Årets Æreshåndværker
- 2010 – Kommandørkorset af Dannebrog
- 2011 - Gyldendals Faglitterære Pris[3]
- 2012 – Berlingskes og Danmarks Biblioteksforenings Læsernes Bogpris
- 2013 – Ingenio et arti